# Johan Röhr
Johan Mikael Röhr, född 20 september 1976 i Täby, är en svensk kompositör, musikproducent och musiker. 
Johan Röhr är son till Greger Röhr, som var trombonist i Sveriges Jazzband och dotterson till konstnärsparet Lennart Nyblom och Olga Nyblom. Under uppväxten gick han på Adolf Fredriks musikskola och sjöng bland annat som gossolist på Operan.
Efter gymnasiet började han spela mer (keyboard) och har sen dess jobbat med bl.a. Blacknuss, Måns Zelmerlöw, Magnus Uggla, Lena Philipsson, Laleh, Thomas Di Leva och, till våren 2019, Ola Salo. Han har ofta rollen som kapellmästare och har sedan många år tillbaka jobbat med diverse TV-program såsom Idol, Melodifestivalen och diverse TV-galor.[källa behövs] Som låtskrivare och producent har han arbetat med bland andra Loreen, Nano, Sarah Dawn Finer, Patrik Isaksson, Alcazar, Bachelor Girl och Anastacia.[källa behövs]
Johan Röhr har framgångsrikt skrivit musik som publicerats på Spotify under ett stort antal pseudonymer och med påhittade artistnamn. Låtarna har sedan inkluderats i Spotifys officiella spellistor. Enligt en granskning av Dagens Nyheter år 2024 har hans musik över 15 miljarder spelningar på plattformen.

## Låtar
Ett urval av de låtar som Röhr har skrivit och eller producerat:
- Hold On  - Nano
- Move - Andreas Lundstedt
- Here I Am  - Alcazar
- Välkommen hem -  E.M.D.
- Speak - Bachelor Girls
- Under Ytan - Loreen
- Moving On - Sarah Dawn Finer
- When I Held Ya - Moa Lignell